# Alija Bulić
Háfiz Alija-efendija Buljić (1876 Livno, Bosna a Hercegovina – 1911 Tuzla, Bosna a Hercegovina) byl bosenskohercegovský pedagog bosňáckého původu.

## Životopis
V rodném městě navštěvoval mekteb, islámskou základní školu. V Sarajevu absolvoval ruždii, modernizovanou islámskou základní školu, nato medresu a nakonec učitelskou školu. Roku 1896 byl jmenován pomocným učitelem v národní škole v Bijeljině, o dva roky později se stal řádným učitelem v témže vzdělávacím zařízení. Roku 1900 byl umístěn do druhé národní základní školy v Travniku. V Záhřebu složil zkoušku opravňující k výuce v měšťanských a středních školách. Na Vídeňské univerzitě studoval arabštinu, načež roku 1905 složil státní zkoušku a získal místo suplenta a vedoucího konviktu na Vyšším gymnáziu v Mostaru. Ve stejné době ve Vídni promoval další muslim Šukrija Alagić, který se stal učitelem arabštiny na Vyšším gymnáziu v Sarajevu. V listopadu 1905 Bulić složil profesorskou zkoušku z arabštiny a bosenštiny. Definitivu v Mostaru získal až roku 1906. Roku 1909 na vlastní žádost přešel na gymnázium v Tuzle.
Byl členem muslimského podpůrného spolku Gajret (Úsilí).
Bulić se 20. července 1907 oženil s dcerou Sulejman-agy Galijaševiće z Tešnje.

## Dílo
- Gramatika i vježbanica arapskog jezika (Mluvnice a cvičebnice arabského jazyka, společně s Ali Kadićem, Sarajevo–Mostar 1907)